# 北方林蔭路車站
北方林蔭路車站（英語：Northern Boulevard station）是紐約地鐵IND皇后林蔭路線的一個慢車地鐵站，位於北方林蔭路及百老匯交界，設有R線（任何時候停站（深夜停站））、E線（僅深夜停站）、M線（僅平日停站）列車服務。

## 車站結構
| G           | 街道層             | 出入口                                                                   |
| B1 月台層   | 側式月台，右側開門 | 側式月台，右側開門                                                       |
| B1 月台層   | 南行               | 平日往百老匯交匯（46街） · 往95街（46街） · 深夜時往世界貿易中心（46街） |
| B1 月台層   | 北行               | （平日） 往森林小丘-71大道（65街） · 深夜時往牙買加中心（65街）          |
| B1 月台層   | 側式月台，右側開門 |                                                                          |
| B2 快速軌道 | 南行快速           | 不停靠                                                                   |
| B2 快速軌道 | 北行快速           | 不停靠                                                                   |

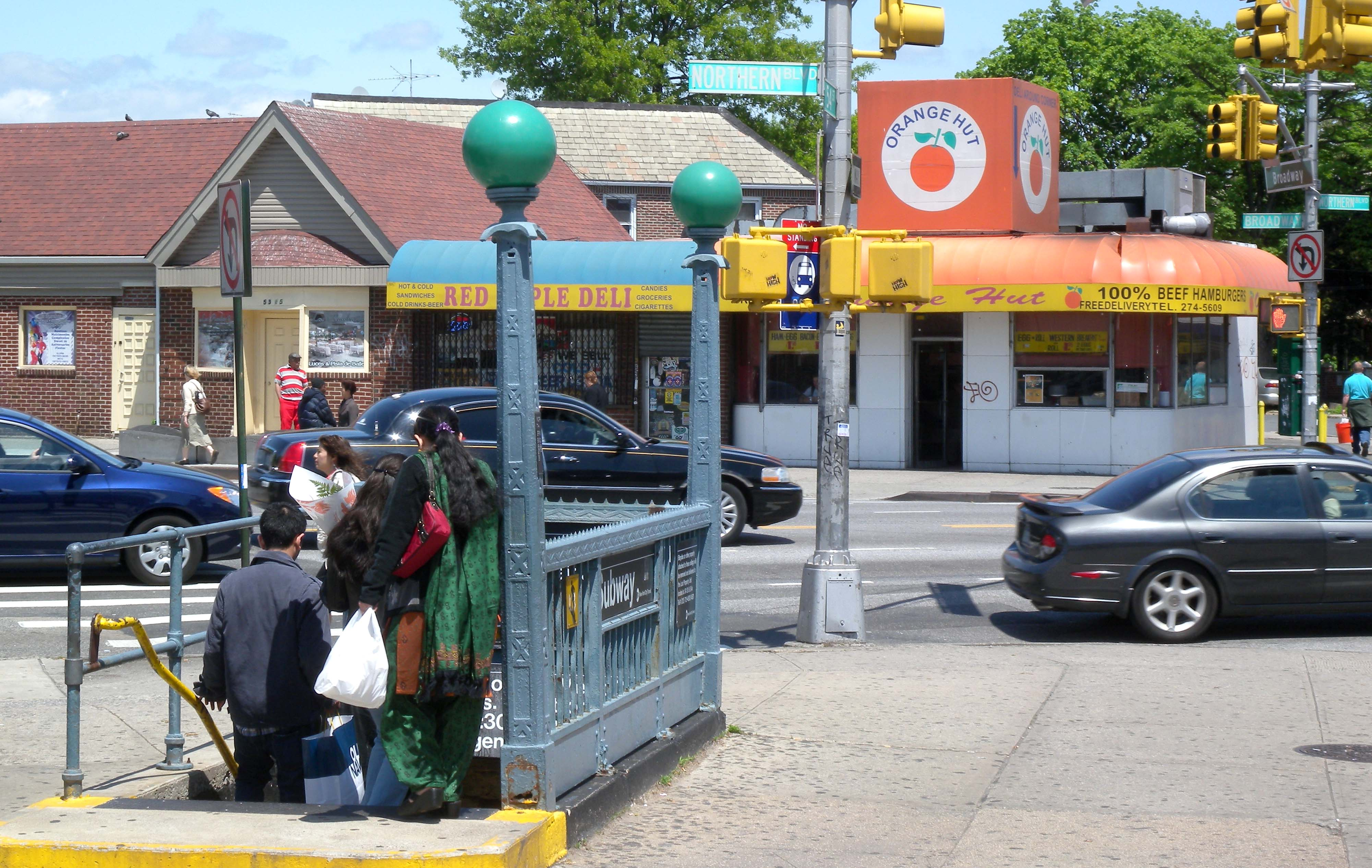
北方林蔭路車站南側

此站設有兩個側式月台和兩條軌道。快車軌道位於車站下方，無法在月台上看見。車站以西，快車軌道在北方林蔭路下方轉向南。
車站的西半部，快車軌道下降至慢車軌道下方，並沿北方林蔭路運行。此處以東，快車軌道上升回慢車軌道同層。車站以西設有一個渡線連接兩條軌道。
此站的森林小丘-71大道方向月台西端設有一個緊急出口，前往下方的D3和D4快車軌道。
在2015－2019年度MTA資金計劃內，此站與其餘30個紐約地鐵站將進行徹底翻新，並關閉達6個月。改善工程包括蜂窩服務、Wi-Fi、充電站、改善指示和車站燈光。

## 外部連結
- nycsubway.org—IND Queens Boulevard Line: Northern Boulevard
- Station Reporter — R Train
- Station Reporter — M Train
- The Subway Nut — Northern Boulevard Pictures（页面存档备份，存于）
- Northern Boulevard entrance from Google Maps Street View（页面存档备份，存于）
- Platforms from Google Maps Street View